# Marguerite Moreau
Marguerite Moreau (Riverside (Califòrnia), Estats Units, 25 d'abril de 1977) és una actriu estatunidenca de cinema i de televisió. És coneguda pels seus papers en la sèrie Blossom i en la sèrie The Mighty Ducks. També ha fet aparicions en la sèrie de televisió Smallville, Lost, Cupido, The O.C..

## Carrera
Va fer el seu debut al cinema a l'edat de 14 anys en The Mighty Ducks (1992), el paper que va obtenir va ser el de Connie Moreau.
Va aparèixer en la sèrie Blossom (1994 i 1995), on feia el paper de Melanie. Va ser l'estrella convidada en diverses sèries de televisió com Boy Meets World i 3rd Rock from the Sun. Després de graduar-se en el Vassar College amb un grau en ciències polítiques el 1999, va realitzar alguns papers destacats. Després de protagonitzar la pel·lícula de culte Wet Hot American Summer, el 2002, va tenir el paper de Jesse en la pel·lícula La reina dels condemnats, basada en la novel·la d'Anne Rice.
També va tenir el paper principal de la minisèrie Ulls de foc 2. A Firestarter 2: Rekindled (TV), va reemplaçar a Drew Barrymore en el paper de Charlie McGee. El 2003, El jurat, actuant al costat de Gene Hackman. Moreau també va actuar el mateix any en el film independent Facil, emès en el Showtime de televisió per cable.
A la televisió, va interpretar el paper de Susan Atkins en la pel·lícula Helter Skelter, sobre Charles Manson, i va tenir un paper regular en la sèrie Diari adolescent en la temporada de 2004-2005. El seu personatge va ser Monica Young, en una escola secundària on la professora tenia un idil·li amb un dels seus alumnes.
Marguerite va aparèixer en un episodi de la sèrie Lost, actuant com Starla en "Everybody Hates Hugo", així com en diversos episodis de The OC, en el paper de Reed Carlson. Originalment, anava a tenir un paper regular en Killer Instinct de la FOX, però el seu personatge va ser eliminat de la sèrie després del primer episodi i va ser reemplaçat per Kristin Lehman. També ha aparegut com a personatge recurrent en la sèria d'ABC What About Brian, i va aparèixer en la segona temporada en l'episodi de Mad Men com una enigmàtica prostituta anomenada Vicky.
El 2007, va participar com a estrella convidada en Ghost Whisperer com a Lisa Bristow en l'episodi dret a morir.
El 2009, va ser estrella convidada en l'episodi pilot de la sèrie Cupido on ajuda a un irlandès a trobar "el seu amor a primera vista". Va protagonitzar la pel·lícula Easier with Practice del director Kyle Patrick Alvarez, al costat de Brian Geraghty. També va fer una aparició en el Monjo, episodi "El Sr. Monk i el Gos", un episodi de Private Practice, Hawthome, i CSI: NY. Va tenir un paper secundari en la comèdia Beverly Hills Chihuahua.
El 2010 va ser convidada en dos episodis de Brothers & Sisters i té un paper recurrent en la sèrie de NBC Family.
Actualment apareix en la sèrie Anatomia de Grey on interpreta a la nova parella d'Owen Hunt.

## Treballs
Les seves pel·lícules més destacades són:
Cinema
- 1992: Els Petits Campions (The Mighty Ducks): Connie Moreau
- 1994: Els Petits Campions 2 (D2: The Mighty Ducks): Connie Moreau
- 1995: Allibereu Willy 2 (Free Willy 2: The Adventure Home): Julie
- 1996: Els Petits Campions 3 (D3: The Mighty Ducks): Connie Moreau
- 1997: La cortina de fum (Wag the Dog) de Barry Levinson: Teenage Girl in Audiència
- 1998: El meu amic Joe (Mighty Joe Young): Cabriolet Girl
- 2001: Wet Hot American Summer: Katie
- 2001: Rave Macbeth: Helena
- 2002: La Reina de les damnés (Queen of the Damned) de Michael Rymer: Jessica 'Jesse' Reeves
- 2003: Two Days: Jennifer
- 2003: Easy: Jamie Harris
- 2003: Runaway Jury de Gary Fleder: Amanda Monroe
- 2004: Off the Lip: Kat Shutte
- 2008: Els Intrus: Lee
- 2008: Beverly Hills Chihuahua (Beverly Hills Chihuahua): Blair
- 2009: Lightbulb: Cinda
- 2009: Wake: Lila
- 2009: Easier with Practice: Samantha
- 2019: Paddleton: Kiersten

Televisió
- 1991: The Wonder Years (sèrie de televisió): Julie
- 1993: Almost Home (sèrie de televisió): Kimberly
- 1994: Boy Meets World (sèrie de televisió): Gail
- 1994-1995: Blossom (sèrie de televisió): Melanie
- 1994-1998: Els Increïbles Poders de Alex (The Secret World of Alex Mack) (sèrie de televisió): Libby
- 1995: Amazing Grace (sèrie de televisió): Jenny Miller
- 1996: Second Noah (sèrie de televisió): Megan Robinson
- 1998: Corrupció (My Husband's Secrete Life) (Telefilm): Eileen Sullivan
- 2002: Firestarter 2: Rekindled (Telefilm): Charlene "Charlie" McGee
- 2002: Smallville (sèrie de televisió): Carrie Castle
- 2002: The Locket (Telefilm): Faye Murrow
- 2004: Helter Skelter (Telefilm): Susan 'Sadie' Atkins
- 2004: Sucker Free City (Telefilm): Jessica Epstein
- 2004: Life As We Know It (episodis 1 a 10) (sèrie de televisió): Monica Young
- 2005: The O.C. (sèrie de televisió): Reed Carlson
- 2005: Killer Instint (sèrie de televisió): Detective Ava Lyford
- 2005: Lost (sèrie de televisió): Starla
- 2006: What About Brian (sèrie de televisió): Suzanne
- 2007: Ghost Whisperer (sèrie de televisió): Lisa Bristow
- 2008: Life (sèrie de televisió): Betsy Bournes
- 2009: Monk (sèrie de televisió): Amanda Castle
- 2010: Private Practice: Lynn Jarvis, la mare de Evan/Porter
- 2011: Shameless (sèrie de televisió): Linda
- 2013: Grey's Anatomy (Sèrie TV): Dra. Emma Marling
- 2015: Wet hot American Summer, First day of camp (Minisèrie): Katie